# اختبار عمر خدمة مسرع
الاختبار المسرَّع لعمر الخدمة عملية اختبار منتج عن طريق إخضاعه لظروف (إجهاد، انفعال، درجات حرارة، فرق جهد، معدل اهتزازات، ضغط، ...إلخ) تفوق مؤشرات الخدمة العادية له في محاولة لاكتشاف العيوب والأوضاع المحتملة للانهيار الميكانيكي في فترة قصيرة من الزمن. بتحليل استجابة المنتج لهذا النوع من الاختبارات، يمكن للمهندسين إعطاء تنبؤات تخص عمر الخدمة وأوقات الصيانة للمنتج.
في المبلمرات، يمكن إجراء الاختبار عند مستويات مرتفعة من درجات الحرارة لإعطاء نتيجة في فترة زمنية أقصر من التي يمكن إعطاؤها عند درجات الحرارة الجوية. للعديد من الخواص الميكانيكية للمبلمرات علاقة أرهنيوسية فيما يخص الزمن ودرجة الحرارة (مثلًا: الزحف، الارتياح الجهدي، خواص الشد). إذا أجرى المرء اختبارات قصيرة عند درجات حرارة مرتفعة، يمكن استخدام البيانات لاستقراء سلوك المبلمرات عند درجة حرارة الغرفة، مع تجنب الحاجة لاختبارات مطولة، وبالتالي مكلفة.

## الهدف
تستخدم اختبارات العمر المسرعة بشكل رئيسي لتسريع الاختبارات. هذا مفيد بشكل خاص في عدة حالات:
- انخفاض الفشل الميكانيكي -اختبار العينات -حتى لو كانت كبيرة جدًّا- عند ظروف عادية قد لا ينتج عنه أي حالة فشل ميكانيكي أو بعض الحالات القليلة خلال فترة زمنية معقولة.
- ارتفاع زمن الخدمة – يجب أن يكون المنتج موثوقًا لزمن أكبر بكثير مما يمكن اختباره منطقيًّا تحت الظروف العادية.
- ارتفاع الاهتلاك – السبب الرئيسي للفشل الميكانيكي يحدث على فترات زمنية مطولة.[5]

على سبيل المثال: يحتاج اختبار وثوقية يجرى على دارات يجب أن تعمل لمدة سنوات ضمن ظروف الاستخدام (ذات زمن خدمة مرتفع) لإخراج نتائج خلال فترة زمنية أقصر بكثير. إذا كان الغرض من الاختبار تقدير الزمن الذي يجب تغيير الدارات خلاله، يمكن وضعه أيضًا تحت تصنيف (انخفاض الفشل الميكانيكي). كذلك، إذا كان السبب الرئيسي لاهتلاك الدارات هو الاستعمال التدريجي أكثر من كونه الاستعمال المفرط (كصدمة كبيرة مفاجئة)، فإن تصنيف (ارتفاع الاهتلاك) ينطبق أيضًا. إذا كانت الصدمة المفاجئة السبب الرئيسي للفشل الميكانيكي، يمكن أن يكون اختبار عمر الخدمة شديد التسريع أكثر ملاءمة.

## إعداد الاختبار
يتضمن تصميم الاختبار اعتبار العوامل التي تؤثر على غرض الاختبار، وما نعرفه مسبقًا عن سلوك غرض الاختبار، وما نريد تعلمه من الاختبار.

### ظروف الاختبار
يجب أن تكون كل العوامل التي يعتقد أنها تؤثر على غرض الاختبار مشمولة، ويجب إجراء الاختبارات عند مستويات متعددة من كل عامل. تسرع مستويات الإجهاد الأعلى الاختبار أكثر ولكن يجب عدم تغيير سبب الفشل أو الاستجابة الأخرى التي يجري قياسها. على سبيل المثال: تغير إذابة العناصر في دارة سبب فشل الدارة. زيادة عدد الاختبارات أو عدد أغراض الاختبار في كل اختبار تزيد بشكل عام دقة استنتاج سلوك غرض الاختبار عند شروط العمل.

### اختيار نموذج
النموذج معادلة تربط بدقة أداء غرض الاختبار بمستويات الإجهاد المطبقة عليه. يمكن أن يشار إلى هذا باسم نموذج التسريع، مع تسمية أي ثوابت باسم عوامل تسريع. يتعلق نموذج التسريع عادةً بأنواع المواد أو العناصر المختبرة. من العلاقات المستخدمة لنموذج التسريع معادلة أرهنيوس لتعب ارتفاع درجة الحرارة، وإيرينغ لدرجة الحرارة والرطوبة، ونموذج بلاتاو لدورات درجات الحرارة.
عندما يعرف النموذج مسبقًا يحتاج الاختبار فقط لتعريف المؤشرات للنموذج، ولكن من المهم ضمان أن النموذج المستخدم متحقق منه بشكل جيد. يجب أن تظهر النماذج المعتمدة اتفاقًا بين الاستقراءات من البيانات المسرعة والبيانات الملاحظة على امتداد نطاق من عوامل الإجهاد.
عندما لا يكون النموذج المناسب معروفًا مسبقًا، أو عندما يوجد عدد من النماذج المقبولة، يجب على الاختبار أن يقدر النموذج الأنسب بناءً على سياق الاختبار ونتائجه. حتى لو كان نموذجان يناسبان البيانات عند الإجهادات المرتفعة بنفس قدر الجودة، فقد يختلفان بأضعاف عشرية عند إجهادات منخفضة. يمكن مقاربة هذه المشكلة عن طريق إجراء اختبارات أكثر على نطاق أوسع للإجهادات ولكن يجب أن يبقى سبب الفشل دون تغيير. من الطرق المحتملة قبل التجريب لتقليل هذا الأثر تقدير البيانات المتوقعة من الاختبار، وموافقة نموذج مع البيانات، وتحديد ما إذا كان من الممكن الخروج باستنتاجات موثوقة إذا جرى كل شيء كما هو متوقع.